# Vargem Alegre
Vargem Alegre là một đô thị thuộc bang Minas Gerais, Brasil. Đô thị này có diện tích 116,614 km², dân số năm 2007 là 6808 người, mật độ 63 người/km².